# Lagruère
Lagruère – miejscowość i gmina we Francji, w regionie Nowa Akwitania, w departamencie Lot i Garonna.
Według danych na rok 1990 gminę zamieszkiwało 347 osób, a gęstość zaludnienia wynosiła 35 osób/km² (wśród 2290 gmin Akwitanii Lagruère plasuje się na 838 miejscu pod względem liczby ludności, natomiast pod względem powierzchni na miejscu 1067).